# Lutte Ouvrière
A Munkásharc (franciául Lutte Ouvrière, LO) az ismertebb neve a trockista franciaországi Kommunista Unió pártnak a hetilapja címe után. 1973 óta szóvivőnője Arlette Laguiller. 2012-ig, amikor jelöltje Nathalie Arthaud volt, a párt indult minden francia elnökválasztáson.
A párt David Korner 1939-ben alapított kis trockista csoportjából ered. Az ebből jóval később kinőtt pártot Robert Barcia (Hardy) alapította és vezette sokáig.
A Nemzetközi Kommunista Unió tagja. A globalizáció heves kritikusa.

## Fordítás
- Ez a szócikk részben vagy egészben  a   Lutte Ouvrière című angol Wikipédia-szócikk ezen változatának fordításán alapul.  Az eredeti cikk szerkesztőit annak laptörténete sorolja fel. Ez a jelzés csupán a megfogalmazás eredetét és a szerzői jogokat jelzi, nem szolgál a cikkben szereplő információk forrásmegjelöléseként.